# Le Petit-Bornand-les-Glières
Le Petit-Bornand-les-Glières es una población y antigua comuna francesa situada en el departamento de Alta Saboya, de la región de Auvernia-Ródano-Alpes.
El 1 de enero de 2019 fusionó con la comuna de Entremont formando la comuna nueva de Glières-Val-de-Borne.

## Demografía
| 695 | 646 | 622 | 620 | 743 | 870 | 1 054 | 1 118 |
| Para los censos de 1962 a 1999 la población legal corresponde a la población sin duplicidades (Fuente: INSEE [Consultar]) |     |     |     |     |     |       |       |